# Отпечатки пальчиков
«Отпечатки пальчиков» — пятый студийный альбом российского эстрадного коллектива «Кабаре-дуэт „Академия“», выпущенный в 1998 году. Альбом записан в жанре русский шансон. Автором практически всех песен на альбоме выступил музыкант Сергей Север, тогда известный как Сергей Русских.
При оформлении буклета были использованы фото музыкантов, сделанные в тюрьме. Также на обратной стороне было помещено постановление Министерства культуры Российской Федерации о запрете песен с альбома на радио и ТВ «в связи с несоответствием общепринятым нормам нравственности и морали».

## Отзывы критиков
Музыкальный критик Олег Кармунин в посвящённому «Академии» выпуске своей программы «Истории русской попсы» назвал данный альбом «жемчужиной русского шансона». 

## Список композиций
Слова и музыка всех песен — Сергея Русских, за исключением «На старом кладбище», автор слов которой Вадим Култышев.
| №                   | Название                   | Длительность |
| ------------------- | -------------------------- | ------------ |
| 1.                  | «На старом кладбище»       | 3:28         |
| 2.                  | «Милый Саша»               | 2:40         |
| 3.                  | «На белой лодочке»         | 3:53         |
| 4.                  | «Татуировочка»             | 2:44         |
| 5.                  | «Три дня свидания»         | 4:14         |
| 6.                  | «А я люблю студентов»      | 2:51         |
| 7.                  | «Соня, золотая ручка»      | 3:05         |
| 8.                  | «Письмо с Колымы»          | 2:42         |
| 9.                  | «Журавли»                  | 3:54         |
| 10.                 | «Отпечатки пальчиков»      | 2:42         |
| 11.                 | «В кабак заехал на стрелу» | 3:48         |
| Общая длительность: | Общая длительность:        | 36:01        |

## Участники записи
- Лолита Милявская — вокал
- Александр Цекало — вокал
- Сергей Русских-Север — слова, музыка, аранжировка
- Михаил Степанков — звукорежиссёр